# Ходячі мерці: Світ за межами
«Ходячі мерці: Світ за межами» (англ. The Walking Dead: World Beyond) — американський постапокаліптичний телесеріал, розроблений Скоттом Гімплом і Метью Негрете для телеканалу AMC. «Світ за межами» є спін-офом серіалу «Ходячі мерці», заснованого на однойменних коміксах Роберта Кіркман, Тоні Мура і Чарлі Едларда, та третім телесеріалом у телевізійній франшизі «Ходячі мерці».
Серіал був анонсований в липні 2018 року, а в квітні 2019 року розпочалося виробництво першого сезону, що складається з десяти епізодів. Шоуранером серіалу став Метт Негрете (англ. Matthew Negrete), основний режисер — Магнус Мартенс.
Прем'єра серіалу планувалася на 12 квітня 2020 року на телеканалі AMC. Проте, через всесвітню пандемію COVID-19 вихід серіалу був відкладений на пізніший термін. Пілотний епізод вийшов 4 жовтня 2020 року.
За відгуками глядачів та критиків, рівень спін-офу значно нижчий за попередні проєкти.

## Сюжет
Дія серіалу починається через десять років після початку зомбі-апокаліпсису і сфокусована на двох молодих жінках із «першого покоління, яке дорослішає у світі постапокаліпсісу». Хтось із цього покоління «стане героями, хтось стане лиходіями, але врешті-решт усі з них назавжди зміняться».

## Основний акторський склад
- Алія Роял — Айріс Беннет, розумна студентка, сестра Гоуп, дочка Леопольда і Карі
- Алекса Мансур — Гоуп Беннет, прийомна дочка Леопольда і Карі, бунтівна сестра Айріс
- Гел Кампстон — Сайлас Пласкетт, сором'язливий підліток, переселений до кампусу після вчиненого насилля
- Ніколас Канту — Елтон Ортіс, розумний хлопець
- Ніко Торторелла — Фелікс Карлуччі, охоронник колонії, вигнаний із родини за гомосексуальність
- Аннет Махендра — Дженніфер «Гак» Маллік, напарниця Фелікса, колишній морський піхотинець
- Джулія Ормонд — підполковник Елізабет Кублек, офіцер армії Громадянської республіки (англ. Civic Republic Military, CRM)

| Фільми | Це незавершена стаття про кінофільм. Ви можете допомогти проєкту, виправивши або дописавши її. |